# Fettglänzendes Ohnnervmoos
Das Fettglänzende Ohnnervmoos (Aneura pinguis, Syn.: Riccardia pinguis (L.) Gray) ist ein thalloses Lebermoos.

## Merkmale
Das Fettglänzende Ohnnervmoos wächst seinem Namen entsprechend mit stark fettglänzenden, rippenlosen Thalli. Diese sind fleischig-dicklich, starr, leicht zerbrechlich, bandförmig, nicht oder nur wenig verzweigt, 0,3 bis 1 Zentimeter breit und bis 6 Zentimeter lang, feucht tiefgrün, trocken schwarzgrün. Die Thallusoberseite ist mehr oder weniger flach, die Ränder können etwas aufgebogen sein, die Unterseite ist konvex, die Spitze meist abgerundet. 
Im Querschnitt ist der Thallus in der Mitte 8 bis 18 Zellschichten dick, an den Rändern ein- bis wenigschichtig, wobei die Epidermiszellen kleiner sind als die Zellen im Thallusinneren. Die Thalluszellen enthalten je 6 bis 30 kleine, kugelige bis eiförmige Ölkörper. 
Die Art ist diözisch, wobei die männlichen Pflanzen kleiner sind als die weiblichen. Antheridien und Archegonien werden an sehr kurzen und schmalen Seitenästen gebildet. Die Kalyptra ist keulenförmig, schuppig oder behaart, die Seta 2 bis 5 Zentimeter lang, Sporenkapsel oval, die Sporen kugelig bis oval, bräunlich und 15 bis 25 µm groß. Brutkörper werden nicht gebildet.

## Verbreitung und Standorte
Das Fettglänzende Ohnnervmoos ist über weite Teile der Erde verbreitet, in Mitteleuropa kommt es von der Ebene bis in die Gebirgsregionen vor.
Es wächst an feuchten und nassen, basenreichen bis schwach sauren, lichten bis halbschattigen Standorten: auf nassen Böden, Felsen, in Kalksümpfen und Kalktuffen, in Quellmooren. Als Pionierart kann es offene Flächen rasch besiedeln, ist aber wenig konkurrenzstark und wird deshalb leicht von anderen Arten verdrängt.

## Verwechslungsmöglichkeit
Das Moos kann mit Pellia endiviifolia verwechselt werden. Pellia endiviifolia bildet besonders im Herbst an den Thallusspitzen oft mehrfach gabelig geteilte Sprosse aus, Aneura pinguis dagegen nicht. Ein weiteres, mikroskopisches Unterscheidungsmerkmal sind die Schleimpapillen bzw. -haare an der Unterseite der Thallusspitze: bei Aneura pinguis sind sie einzellig keulenförmig, Pellia endiviifolia hat stets mehrzellige Schleimhaare.